# Camilo Dagum
Camilo Dagum (Rosario de Lerma, 11 agosto 1925 – Ottawa, 5 novembre 2005) è stato uno statistico econometrista argentino.

## Biografia
Nel 1959 conseguì il dottorato presso la Université Nationale de Cordoba, dove diventò preside della facoltà di economia dal 1962 al 1966, mentre dal 1965 al 1969 fu presidente della Società Argentina di Statistica che contribuì a fondare.
Prima di diventare docente presso l'Università di Ottawa nel 1972, fu visiting professor in diverse università nel mondo: Roma, Londra, Princeton, Parigi, Messico, Iowa.
Dopo il pensionamento nel 1991, continuò le sue ricerche passando molto tempo in Italia, a Bologna e Roma.
Nella sua lunga vita collaborò tra l'altro con i suoi amici Corrado Gini, Oskar Morgenstern, François Perroux e Maurice Allais.

## Opere
- A new Model of Personal Income Distribution: specification and estimation, in "Economie Appliquée", 1977, dove descrive la variabile casuale che porta il suo nome
- El modelo log-logístico y la distribución del ingreso en la Argentina in El Trimestre Económic, 1977
- Inequality Measures Between Income Distributions with Applications, Journal of the Econometric Society, 1980
- The Generation and Distribution of Income, the Lorenz Curve and the Gini Ratio, Economie Appliquée, 1980
- Income Distribution Models and Income Inequality Measures, in Encyclopedia of Statistical Sciences, 1983.
- Medida de la diferencial de ingreso entre familias blancas, negras y de origen hispánico en los Estados Unidos, El Trimestre Económico, 1983.
- Analyses of Income Distribution and Inequality by Education and Sex in Canada, Advances in Econometrics, 1985.
- Measuring Economic Affluence Between Populations of Income Receivers, Journal of Business& Economic Statistics, 1987,
- Generation and Properties of Income Distribution Functions, In Studies in Contemporary Economics, coautore M. Zenga, 1990